# Désignation des métaux et alliages
En métallurgie, la désignation des métaux et alliages est la désignation normalisée des matériaux métalliques, à indiquer par exemple sur les dessins de pièces.

## Symboles métallurgiques
Jusque dans les années 1990, on utilisait en France des symboles dits « métallurgiques » pour indiquer les éléments chimiques dans les alliages. Ces symboles étaient utilisés dans plusieurs normes, par exemple la norme NF A 02-004 pour les alliages d'aluminium ou la norme NF A 35-573/4 pour les aciers.
| Élément               | Aluminium | Bore | Chrome | Molybdène | Étain | Magnésium | Cobalt | Manganèse | Nickel | Silicium | Titane | Cuivre | Zinc |
| Symbole chimique      | Al        | B    | Cr     | Mo        | Sn    | Mg        | Co     | Mn        | Ni     | Si       | Ti     | Cu     | Zn   |
| Symbole métallurgique | A         | B    | C      | D         | E     | G         | K      | M         | N      | S        | T      | U      | Z    |

## Aluminiumetalliagesd'aluminium

### Alliage d'aluminium destinés au corroyage
Il s'agit des alliages destinés à être transformés par déformation (laminage, forgeage, filage, etc.).

#### Désignation numérique
Les alliages d'aluminium pour corroyage sont référencés par des désignations à quatre chiffres, définies par l'Aluminum Association. Les chiffres sont parfois précédés par les lettres AA, acronyme de « Aluminum Association », et parfois suivis par une lettre qui indique une variante nationale d'une composition existante. Ainsi, l'alliage 2024 peut aussi se noter AA2024, et l'alliage 2024A en est une variante.
Cette désignation a été reprise en Europe par la norme EN 573-3 en ajoutant les préfixe EN, A (aluminium) et W (wrought : mot anglais signifiant corroyage). L'alliage 2024 est désigné par la notation EN AW-2024 suivant cette norme.
Dans ces désignations, le premier des quatre chiffres indique l'élément d'addition principal de l'alliage : 
- 1XXX (série des 1000) : alliage comportant au minimum 99 % d'aluminium (exemple : 1050)
- 2XXX (série des 2000) : cuivre (exemple : 2024)
- 3XXX (série des 3000) : manganèse (exemple : 3003)
- 4XXX (série des 4000) : silicium (exemple : 4006)
- 5XXX (série des 5000) : magnésium (exemple : 5083)
- 6XXX (série des 6000) : magnésium, silicium (exemple : 6061)
- 7XXX (série des 7000) : zinc (exemple : 7020)
- 8XXX (série des 8000) : autres éléments.

Le deuxième chiffre indique une variante, par exemple de pureté. Ainsi, l'alliage 7175 comporte moins de 0,2 % de fer, tandis que l'alliage 7075 peut en contenir jusqu'à 0,5 %.
Les deux derniers chiffres sont des numéros d'ordre qui servent à identifier l'alliage. Ils n'ont aucune signification particulière, excepté pour la série 1000, où ils indiquent le pourcentage d'aluminium. Par exemple, l'alliage 1085 comporte au minimum 99,85 % d'aluminium.
Dans les faits, la désignation à quatre chiffres a remplacé les anciennes appellations nationales, et est la plus répandue.

#### Désignation ISO
La désignation ISO utilise les symboles chimiques pour désigner les alliages. Par exemple, la désignation de l'alliage 2024 dans ce système est AlCu4Mg1. Ce type de notations est très peu usité.

#### Désignation alphanumérique européenne
La norme européenne EN 573-2 décrit des appellations très proches de celles de type ISO. En principe, cette appellation est utilisée exclusivement entre crochets en complément de la désignation numérique, par exemple : EN AW-2024 [AlCu4Mg1]. Elle est très peu usitée.

#### Tableau d'équivalence entre différentes appellations
Avertissement : ce tableau est donné à titre purement indicatif, il existe parfois des différences entre les compositions malgré l'équivalence. Certaines appellations étant anciennes, il peut y avoir eu des évolutions depuis la disparition de certaines d'entre elles. 
L'appellation à 4 chiffres — et ses variantes — est aujourd'hui l'appellation de référence la plus utilisée.
| Appellation numérique 4 chiffres type Aluminum Association et EN 573-1 | Appellation ISO | Ancienne appellation française | Ancienne appellation allemande (DIN) | Ancienne appellation britannique (BS) | Ancienne appellation italienne (UNI) |
| ---------------------------------------------------------------------- | --------------- | ------------------------------ | ------------------------------------ | ------------------------------------- | ------------------------------------ |
| 1050                                                                   | Al99,5          | A 5                            | 3.0255                               | 1B                                    | 4507                                 |
| 1070                                                                   | Al99,7          | A 7                            | 3.0275                               | /                                     | 4508                                 |
| 2017                                                                   | AlCu4MgSi       | A-U4G                          | 3.1325                               | /                                     | 3579                                 |
| 2024                                                                   | AlCu4Mg1        | A-U4G1                         | 3.1355                               | /                                     | 3583                                 |
| 2618                                                                   | AlCu2MgNi       | /                              | /                                    | H16                                   | /                                    |
| 3003                                                                   | AlMn1Cu         | A-M1                           | 3.01517                              | N3                                    | 7788                                 |
| 5005                                                                   | AlMg06          | A-G0,6                         | 3.3315                               | N41                                   | 5764                                 |
| 5083                                                                   | AlMg4,5Mn       | A-G4,5MC                       | 3.3547                               | N8                                    | 7790                                 |
| 6061                                                                   | AlMg1SiCu       | A-G1SUC                        | 3.3211                               | H20                                   | 6170                                 |
| 6082                                                                   | AlSiMg07        | A-SGM0,7                       | 3.2315                               | H30                                   | 3571                                 |
| 7020                                                                   | AlZn4,5Mg       | A-Z5G                          | 3.4335                               | H17                                   | 7791                                 |
| 7075                                                                   | AlZn5,5MgCu     | A-Z5GUP1AZ2                    | 3.4365                               | /                                     | 3735                                 |

#### Normeset documents
- EN 573-1 : Aluminium et alliages d'aluminium - Composition chimique et forme des produits corroyés - Partie 1 : système de désignation numérique.
- EN 573-2 : Aluminium et alliages d'aluminium - Composition chimique et forme des produits corroyés - Partie 2 : système de désignation fondé sur les symboles chimiques.
- EN 573-3 : Aluminium et alliages d'aluminium - Composition chimique et forme des produits corroyés - Partie 3 : composition chimique.
- EN 573-4 : Aluminium et alliages d'aluminium - Composition chimique et forme des produits corroyés - Partie 4 : formes des produits
- PR EN 573-5 (projet) : Aluminium et alliages d'aluminium - Composition chimique et forme des produits corroyés - Partie 5 : codification des produits corroyés normalisés
- ISO 209-1 : Aluminium et alliages d'aluminium corroyés - Composition chimique et formes des produits. Partie 1 : composition chimique
- Aluminum Association : International Alloy Designations and Chemical Composition Limits for Wrought Aluminum and Wrought Aluminum Association[1].

### Alliage d'aluminium destinés à la fonderie
Il s'agit des alliages destinés à être transformés par moulage (fonderie d'aluminium).

#### Désignation numérique
Les alliages d'aluminium pour fonderie sont référencés par une désignation de 5 chiffres.
Cette désignation a été reprise en Europe par la norme EN 1780-1 en ajoutant les préfixe EN, A (aluminium) et C (casting : mot anglais signifiant coulée). Ce qui donne EN AC-43100 par exemple. Dans les faits, très souvent, seuls les cinq chiffres sont utilisés. 
Cette notation à cinq chiffres est usitée internationalement mais la France reste plutôt attachée à une ancienne désignation décrite plus bas.
Le premier chiffre indique l'élément d'addition principal de l'alliage : 
- (série des 20000) : cuivre (exemple : 21000)
- (série des 40000) : silicium (exemple : 43300)
- (série des 50000) : magnésium (exemple : 51200)
- (série des 70000) : zinc (exemple : 71000)

Le deuxième chiffre indique le groupe de l'alliage. Cette notion de groupe est utilisée pour les alliages normalisés (EN 1706). Chaque groupe présente un ensemble de caractéristiques mécaniques et/ou physiques similaires. Par exemple les alliages du groupe AlSi ont une composition proche de l'eutectique aluminium-silicium (12,6 % en masse) ce qui leur confère une excellente aptitude à la coulée.
Les trois chiffres suivant indiquent une variante (exemple : 43100 comporte 0,10 % de cuivre et le 43200 plus pur comporte 0,35 % de cuivre, les proportions de zinc et nickel, de plomb et de titane varient aussi entre ces deux alliages, dans des proportions similaires). Les trois chiffres suivant sont des numéros d'ordre et servent à identifier l'alliage.

#### Désignation chimique
Une désignation utilisant les symboles chimiques est proposée par une norme européenne, mais reste peu usitée. L'alliage 21000 se note AlCu4MgTi suivant cette norme.

#### Ancienne désignation française
Cette désignation était décrite dans la norme NF A 02-004 (annulée). Elle s'appuyait sur une codification des éléments chimiques différente de la nomenclature habituelle chimique (aluminium : A, cuivre : U, zinc : Z, etc.). Elle donnait également une indication sur les pourcentages d'éléments contenu dans l'alliage. 
Exemple A-U5GT pour le 21000. On notera une nuance entre ces deux désignations, l'une indiquant AlCu4MgTi et l'autre A-U5GT pour cet alliage dont la teneur en cuivre est comprise entre 4,20 % et 5,00 %.
Cette appellation est encore très utilisée en France pour les alliages de fonderie.

#### Normeset documents
- EN 1780-1 : Aluminium et alliages d'aluminium - Système de désignation applicable aux lingots pour refusion en aluminium allié, aux alliages-mères et aux produits moulés - Partie 1 : système de désignation numérique.
- EN 1780-2 : Aluminium et alliages d'aluminium - Système de désignation applicable aux lingots pour refusion en aluminium allié, aux alliages-mères et aux produits moulés - Partie 2 : système de désignation basé sur les symboles chimiques.
- EN 1780-3 : Aluminium et alliages d'aluminium - Système de désignation applicable aux lingots pour refusion en aluminium allié, aux alliages-mères et aux produits moulés - Partie 3 : règles d'écriture pour la composition chimique.
- EN 12258-1 : Aluminium et alliages d'aluminium - termes et définitions.

Pour la fonderie, le bureau de normalisation français est l'UNM .

## Cuivreetalliages de cuivre
- Cuivres

Exemple : Cu-ETP
- Alliages de cuivre

Exemple : Cu Zn39 Pb2 (UZ39Pb2) pour le laiton de décolletage

## Feret alliages ferreux

### Fontes
- Fontes à graphite lamellaire (non alliées)

par exemple: EN-GJL-350
- - EN : European Norm (Norme Européenne)
  - GJL: Fonte à graphite lamellaire
  - 350: Résistance minimale à la rupture par traction (Rr en MPa)

- Fontes à graphite sphéroïdal (non alliées)

par exemple: EN-GJS-450-10
- - EN : European Norm (Norme Européenne)
  - GJS: Fonte à graphite sphéroïdal
  - 450: Résistance minimale à la rupture par traction (Rr en MPa)
  - 10 : Allongement après rupture en %

- Fontes malléables (non alliées)

par exemple: EN-GJMB-550-4
- - EN : European Norm (Norme Européenne)
  - GJMB : Fonte malléable à cœur noir (Black)
  - 550: Résistance minimale à la rupture par traction (Rr en MPa)
  - 4: Allongement après rupture en %
- autre exemple: EN-GJMW-380-12
  - EN : European Norm (Norme Européenne)
  - GJMW : Fonte malléable à cœur blanc (White)
  - 380: Résistance minimale à la rupture par traction (Rr en MPa)
  - 12: Allongement après rupture en %

- Fontes austénitiques (alliées)

par exemple: EN-GJS Ni Cr 30-1 
- - EN : European Norm (Norme Européenne)
  - GJS: Fonte à graphite sphéroïdal alliée
  - Ni: Nickel avec 30 %
  - Cr: Chrome avec 1 %
- par exemple: EN-GJN Cr15Mo Ni
  - EN : European Norm (Norme Européenne)
  - GJN: Fonte blanche alliée
  - Cr: Chrome avec 15 %
  - Mo: Molybdène avec quelques traces
  - Ni: Nickel avec quelques traces

### Aciers
- Aciers d'usage général
- Aciers spéciaux (non alliés) pour traitement thermique
- Aciers faiblement alliés
- Aciers fortement alliés
- Aciers de constructions

## Zincet alliages de zinc
Exemple : Z - A4G  (cependant, on utilise fréquemment la désignation « ZL » pour Zinc-aLuminium suivie de la teneur arrondie en aluminium de l'alliage). 
Il est utilisé pour le revêtement, en tôle, ou pour la galvanisation (on recouvre de zinc), et sous forme d’alliage.
D'une manière générale, les alliages de zinc normalisés en fonderie sont des alliages zinc-aluminium avec des teneurs variables en aluminium (de 4 à 30 %), de faibles additions de magnésium (de 0,012 à 0,06 %) et de cuivre (de 0 à 3 %).
- Les alliages ZL3, ZL5 et ZL2 (zamak) sont essentiellement utilisés en moulage sous pression (pour les pignons et les fermetures éclairs par exemple), ils représentent environ 95 % du marché.
 Leur composition est définie par les normes NF EN 1774 « Zinc et alliages de zinc - Alliages pour fonderie - Lingots et liquide » et NF 12844 "Zinc et Alliages de zinc - Pièces moulées - Spécifications", ainsi que la norme internationale ISO 301.
- Les alliages Kayem utilisés pour la fabrication économique d'outillages de presse (outils de découpe et d'emboutissage, moules d’injection, de thermoformage des matières plastiques).
- Les alliages ZL8, ZL12 et ZL27 avec:
  - Le ZL8 qui apporte une bonne tenue en température, présente un ensemble de propriétés mécaniques d'un très bon niveau et qui est moulable sur les machines à chambre chaude,
  - Le ZL12 (ILZRO 12) principalement utilisé dans la réalisation de prototypes ou de préséries de pièces qui seront ensuite réalisées en Zamak par moulage sous pression,
  - Le ZL27 qui se caractérise par une charge de rupture élevée (de 400 à 450 MPa). C'est le seul alliage susceptible de recevoir un traitement thermique d'homogénéisation qui améliore sa ductilité. Il existe également d'autres alliages spéciaux qui répondent à des exigences particulières de résistance au frottement ou de tenue en température.